# Nikolai Gorbachov
Nikolai Gorbachov (em russo:  Николай Степанович Горбачёв, Rahachow, Homiel, 15 de maio de 1948 – Rahachow, 9 abril de 2019) foi um canoísta de velocidade bielorrusso.
Foi vencedor da medalha de Ouro em K-2 1000 m em Munique 1972 com o seu colega de equipe Viktor Kratasyuk.
Faleceu em 9 de abril de 2019 aos 70 anos de idade.